# 若塞普·皮克
若塞普·皮克·坎普斯（1955年2月21日—2023年4月6日），西班牙保守党人民党人物，于首相何塞·玛丽亚·阿斯纳尔任下当过多个部门的部长，还曾在2003年到2007年担任加泰羅尼亞人民黨主席。

## 早年生活
皮克生于巴塞罗那的比利亚努埃瓦和赫尔特鲁，父亲也是一名政治人物 。他在巴塞罗那大学拥有一个经贸博士学位和一个法学学位。

## 政治生涯

### 早期
皮克的青年时期正值弗朗西斯科·佛朗哥统治的尾声，当时他加入了一个名为“红旗”的极左组织，同时也是加泰罗尼亚统一社会党的党员。
1978年到1986年间，皮克是巴塞罗那大学的一名教授，其中1984年到1986年间负责教授经济理论。1986年，他被时任加泰罗尼亚政府主席任命为工业局局长，任期至1988年，皮克在任期结束后回到了私企工作。

### 工业部部长：1996年–2000年
在1996年大选结束后，人民党及反对派领袖何塞·玛丽亚·阿斯纳尔希望提升自己在加泰罗尼亚的形象以及促进自己与商界和加泰罗尼亚中产阶级的关系，因为这些群体是选民的重要部分。1995年，阿斯纳尔通过当地雇主协会会长与皮克取得了联系。

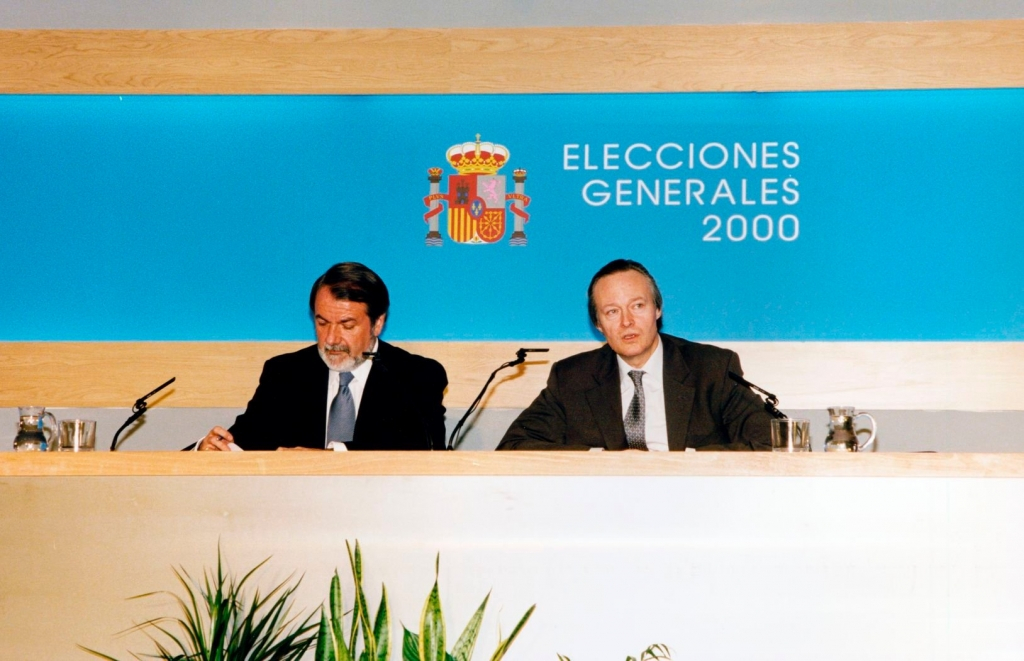
皮克与内政部部长海梅·马约尔·奥雷哈（左），摄于2000年

在人民党取得大选胜利后，已经成为首相的阿斯纳尔于1996年5月5日将皮克以无党籍人士的身份指派为工业部部长，于翌日宣誓就职。在就职典礼上，皮克表示自己的主要目标将是在不排斥私营企业的情况下重组公营企业，以降低财政赤字，并表示会重组各电气部门。在其任期内，皮克负责了多家大型公营企业的私有化，包括西班牙國家石油公司、西班牙电信、恩德萨国家电力公司和Aceralia等。
1988年7月15日，皮克被任命为政府发言人。1999年1月，皮克加入人民党，并进入了该党的全国执行委员会。

### 外交部部长：2000年–2002年
在2000年大选中，皮克当选为加泰罗尼亚众议院成员。4月27日，阿斯纳尔将他任命为外交部部长，同时撤销了其前两个职位。在皮克任内，西班牙担任了六个月的歐洲聯盟理事會主席國。
皮克秉持大西洋主义，支持美国入侵伊拉克的行动。不过在2006年，皮克承认美国此举是一个“非常严重的错误”。
在2002年委内瑞拉发生政变后，皮克和西班牙政府表达了支持委内瑞拉总统烏戈·查維茲的立场，并派驻委内瑞拉大使与代总统佩德羅·卡爾莫納举行了会谈，不过西班牙方面表示不认为此事件是政变。4月15日，皮克又对查維茲的重新上任表示了支持，并称这是一次“让委内瑞拉获得民主的机会”。2004年，在查維茲即将卸任之际，皮克表示西班牙相信总统一职已由卡爾莫納接任。

### 科学与创新部部长：2002年–2003年
在西班牙内阁的重组之中，皮克转到了科学与创新部部长一职工作，负责监督国内的电信产业。对于皮克职位的变化，外界猜测原因是他未能妥善解决长期以来与英国之间关于直布罗陀的争议。
担任科技部部长期间，皮克发展了国内的《互联网法案》，并推动设立了《电信通用法案》。这段时期内，有部分人认为皮克会是阿斯纳尔人民党主席一职的可能继任者，不过最终他被分配到了该党加泰羅尼亞支部担任主席。

### 加泰罗尼亚时期
皮克与2002年就任加泰羅尼亞人民黨主席。另外，作为2003年加泰罗尼亚地方选举的候选人，皮克致力于尽可能从与当地权势集团有着亲密关系的保守党派统一与联合手中夺取选票。在皮克担任主席期间，加泰罗尼亚人民党的立场转向温和与保守，进一步与人民党整体的中间立场相左。此外，皮克还成功促使加泰罗尼亚人民党参加了《2006年加泰罗尼亚自治法》的首轮协商。
2003年到2007年间，皮克属于加泰罗尼亚议会的一员，同时又被议会指定为参议员。2007年，由于与人民党整体的立场不符，皮克辞去了他的职务。

## 从商经历

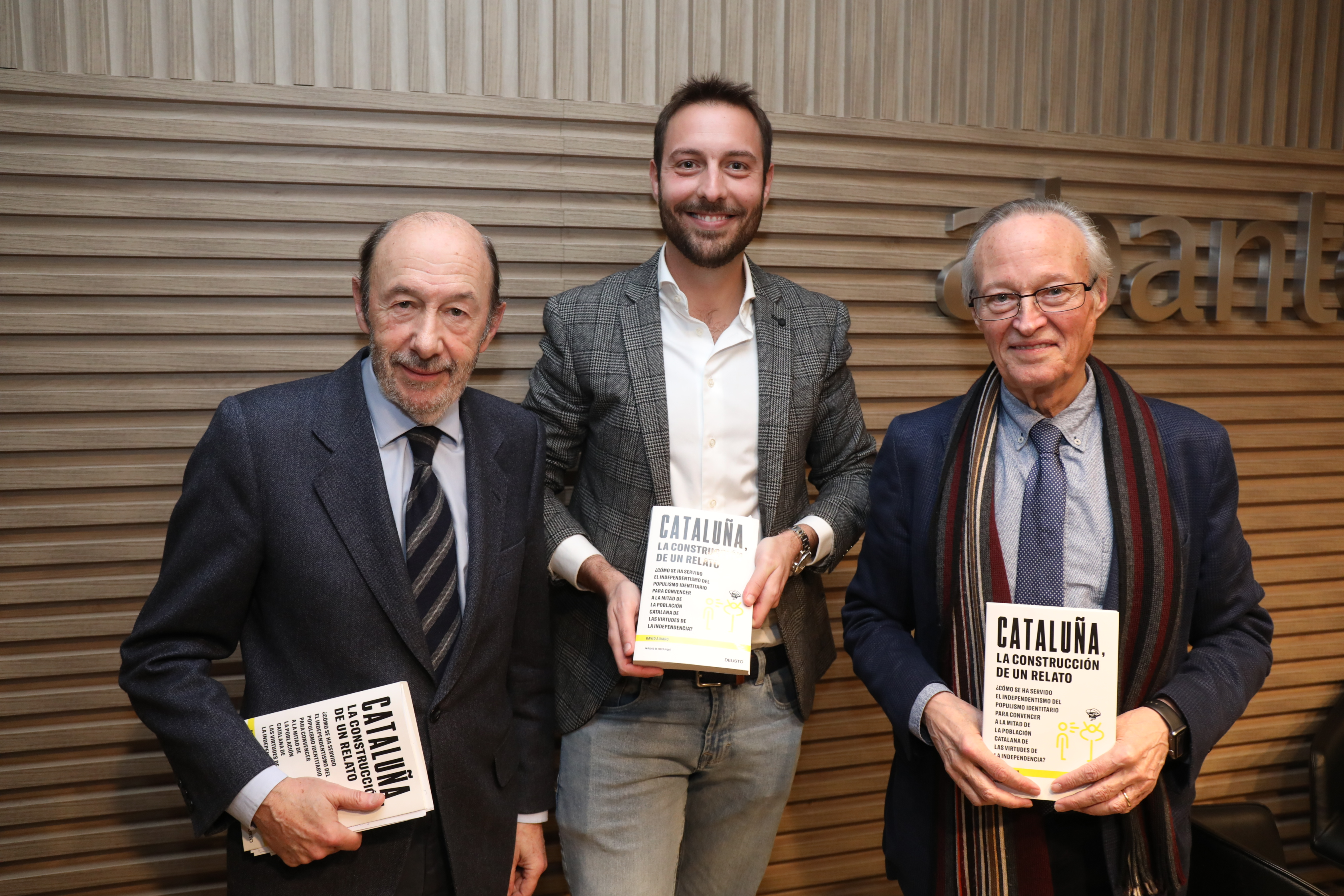
2019年1月皮克与阿尔弗雷多·佩雷斯·鲁瓦尔卡瓦（左）和大卫·阿尔瓦罗（David Alvaro）的合影

1980年代，皮克在瑪施亞·阿拉韋德拉的介绍下进入科威特投資局的西班牙分部工作。此前他还曾被任命为凯克萨基金会的首席经济学家，任期至1985年结束。
皮克在卸任加泰罗尼亚工业局局长后，于1989年接收到一家化学品公司的邀请，重新回到私人企业工作。1989年到1992年间，皮克担任了Erkimia公司的总监。由于长期混迹于加泰罗尼亚的重要产业和经济圈内，皮克于1995年被任命为当地经济组织Círculo de Economía（直译为“经济圈”）的主席，任期至1996年结束。
2007年11月至2013年间，皮克担任了低成本航空公司伏林航空的主席。
2008年11月，皮克在马德里共同主办了全球中国商务会议，提出中国等一些新兴国家将对世界经济的复苏有所助益。2008年11月至2009年6月，皮克加入了一个为保加利亚政府提供意见的欧盟专家咨询组。这个咨询组由保加利亚总理谢尔盖·斯塔尼舍夫建立，共包含六名成员，由多米尼克·德维尔潘担任组长，主要负责为保加利亚加入欧盟出谋划策。另外，皮克还在地中海世界经济展望研究所（Institut de Prospective Economique du Monde Méditerranéen ）的政治赞助委员会工作过一段时间。
2009年，皮克在巴塞罗那成立了一个为国际贸易从业者提供咨询服务的小型公司。
2019年6月，皮克被选入艾玛迪斯信息科技董事会

## 个人生活
皮克最初娶过一名遗传学家，并与她育有3个孩子，不过二人最终离婚。2009年，皮克与记者格洛里亚·洛马纳结婚
皮克具有非常尖锐和敏捷的雄辩能力，他表示自己从政的核心观念是对话主义、谈判主义和温和保守主义，并强烈支持西班牙的自治体系。皮克的执政风格较为谨慎，时常保持观察态度。
2023年4月6日，皮克于马德里逝世，其葬礼于次日举行。